# Marvin Cohen
Marvin L. Cohen (* 3. března 1935) je kanadský materiálový vědec z Kalifornské univerzity v Berkeley. Laureát Nobelovy ceny Robert B. Laughlin byl studentem Johna D. Joannopoulose, který studoval u Cohena.
Cohen získal doktorský titul na Chicagské univerzitě v roce 1964 pod vedením Jima Phillipse. V roce 1979 obdržel cenu Olivera Buckleyho, v roce 1994 Lilienfeldovu cenu, v roce 2001 Národní vyznamenání za vědu, a Dicksonovu cenu v roce 2011. Je členem Národní akademie věd, v roce 2005 sloužil jako prezident Americké fyzikální společnosti. Je známý díky svému studiu materiálů.
Patří mezi nejúspěšnější fyziky z hlediska h-indexu. Pořadí na prvních místech mezi fyziky je (k roku 2016) následující:

1. Edward Witten 124
(Ústav pro pokročilá studia, Princeton)

2. Marvin Cohen 102
(Kalifornská univerzita v Berkeley)

3. Philip Warren Anderson 102
(Princetonská univerzita)

4. Manuel Cardona 100
(Planckův institut, Stuttgart, Německo)

5. Pierre-Gilles de Gennes 88
(ESPCI, Paris)

## Vybrané práce
- Pohled zpět a vpřed ve fyzice kondenzovaných látek Archivováno 10. 1. 2017 na Wayback Machine., Physics Today, červen 2006.
- Předpověď nových pevných látek a supravodičů, Science, Vol. 234, 1986, str. 549.
- S Volkerem Heinem a Jamesem Phillipsem: Kvantová mechanika materiálů, Scientific American, June 1982.